# Nora Tschirner
Nora Tschirner (ur. 12 czerwca 1981 w Berlinie) – niemiecka aktorka i prezenterka radiowa i telewizyjna (MTV). Urodzona w NRD córka reżysera filmów dokumentalnych i dziennikarki radiowej. W 2001 wygrała casting dla prezenterów MTV. Współreżyserka filmu dokumentalnego Waiting Area (2012).

## Filmografia

### Telewizja
- 2002: Sternenfänger (serial) – Paula Behringer
- 2004: Sicherheitsstufe 1, Ein starkes Team
- 2004: Ulmens Auftrag
- 2005: Nichts geht mehr (13th Street Shocking Short)
- 2006: Die ProSieben Märchenstunde, Hans im Glück jako kandydatka na wiedźmę „Rabea“
- 2007: Ijon Tichy – gwiezdny podróżnik (serial)
- 2007: Das letzte Stück Himmel

Od 2013 gra jedną z głównych ról w serialu Tatort:Weimar, za którą otrzymała w 2015 austriacką nagrodę Romy.

### Filmy
- 2001: Wie Feuer und Flamme – Anya
- 2003: Soloalbum – Katharina
- 2005: Kebab Connection – Titzi
- 2006: FC Venus – Elf Paare müsst ihr sein
- 2006: Asterix i wikingowie „Abba” – dubbing
- 2006: Das Konklave
- 2006: Alice im Niemandsland
- 2007: Keinohrhasen – Anna Gotzlowski
- 2008: La noche que dejó de llover
- 2009: Mord ist mein Geschäft, Liebling
- 2009: Krokodyle (Vorstadtkrokodile)
- 2009: Zweiohrküken – Anna Gotzlowski
- 2022: Wunderschön – Vicky
- 2025: Wunderschöner – Vicky

### Gry wideo
- 2019: Truberbrook – Greta Lemke